# HTR7
HTR7 (англ. 5-hydroxytryptamine receptor 7) – білок, який кодується однойменним геном, розташованим у людей на короткому плечі 10-ї хромосоми. Довжина поліпептидного ланцюга білка становить 479 амінокислот, а молекулярна маса — 53 555.
| 10         |  | 20         |  | 30         |  | 40         |  | 50         |
| ---------- |  | ---------- |  | ---------- |  | ---------- |  | ---------- |
| MMDVNSSGRP |  | DLYGHLRSFL |  | LPEVGRGLPD |  | LSPDGGADPV |  | AGSWAPHLLS |
| EVTASPAPTW |  | DAPPDNASGC |  | GEQINYGRVE |  | KVVIGSILTL |  | ITLLTIAGNC |
| LVVISVCFVK |  | KLRQPSNYLI |  | VSLALADLSV |  | AVAVMPFVSV |  | TDLIGGKWIF |
| GHFFCNVFIA |  | MDVMCCTASI |  | MTLCVISIDR |  | YLGITRPLTY |  | PVRQNGKCMA |
| KMILSVWLLS |  | ASITLPPLFG |  | WAQNVNDDKV |  | CLISQDFGYT |  | IYSTAVAFYI |
| PMSVMLFMYY |  | QIYKAARKSA |  | AKHKFPGFPR |  | VEPDSVIALN |  | GIVKLQKEVE |
| ECANLSRLLK |  | HERKNISIFK |  | REQKAATTLG |  | IIVGAFTVCW |  | LPFFLLSTAR |
| PFICGTSCSC |  | IPLWVERTFL |  | WLGYANSLIN |  | PFIYAFFNRD |  | LRTTYRSLLQ |
| CQYRNINRKL |  | SAAGMHEALK |  | LAERPERPEF |  | VLRACTRRVL |  | LRPEKRPPVS |
| VWVLQSPDHH |  | NWLADKMLTT |  | VEKKVMIHD  |  |            |  |            |

A: Аланін

C: Цистеїн

D: Аспарагінова кислота

E: Глутамінова кислота

F: Фенілаланін

G: Гліцин

H: Гістидин

I: Ізолейцин

K: Лізин

L: Лейцин

M: Метіонін

N: Аспарагін

P: Пролін

Q: Глутамін

R: Аргінін

S: Серин

T: Треонін

V: Валін

W: Триптофан

Кодований геном білок за функціями належить до рецепторів, g-білокспряжених рецепторів, білків внутрішньоклітинного сигналінгу. 
Задіяний у такому біологічному процесі, як альтернативний сплайсинг. 
Локалізований у клітинній мембрані, мембрані.